# Андрій (Васілашку)
Єпископ Андрій (справжнє ім'я Сергій Петрович Васілашку ; нар. 5 березня 1979, Харків, Українська РСР, СРСР) — архієрей Української православної церкви (Московський патріархат), єпископ Петропавлівський, вікарій Дніпропетровської єпархії.

## Життєпис
Тезоіменитство — 13 грудня (30 листопада за старим стилем в день пам'яті ап. Андрія Первозваного).
Народився 5 березня 1979 року в місті Харкові в родині священика.
У 1996 році закінчив Одеську духовну семінарію, а в 2005 році — Київську духовну академію.
З 2006 по 2009 рік викладав Новий Заповіт у Харківській духовній семінарії.
З 15 серпня 2009 року прийнятий в число братії Свято-Успенської Києво-Печерської Лаври на послух паламаря. 23 лютого 2010 року пострижений в рясофор з ім'ям Сергій на честь прп. Сергія Послушливого, Печерського. 28 лютого того ж року рукопокладений у сан диякона. 8 грудня 2010 року пострижений у чернецтво з ім'ям Андрій на честь св.апостола Андрія Первозваного, а 13 грудня рукопокладений в сан ієромонаха в Трапезному храмі прп. Антонія і Феодосія Печерських. 22 грудня 2013 року возведений в сан архімандрита.
Ніс послух секретаря Синодальної комісії УПЦ (МП) у справах монастирів, начальника швейного відділу, а з 1 жовтня 2013 року — ризничного Свято-Успенської Києво-Печерської Лаври.
Рішенням Священного Синоду УПЦ (МП) від 17 грудня 2018 року обраний єпископом Петропавлівським,вікарієм Дніпропетровської єпархії. Наречений у єпископа 18 грудня 2018 року в академічному храмі Київських духовних шкіл.
23 грудня 2018 року, у Трапезному храмі на честь преподобних Антонія і Феодосія Печерських хіротонісаний у єпископа митрополитом Київським і всієї України Онуфрієм . Йому співслужили митрополити Вишгородський і Чорнобильський Павел (Лебідь), Дніпропетровський і Павлоградський Іриней (Середній), Харківський і Богодухівський Онуфрій (Легкий), архієпископи Бучанський Пантелеймон (Бащук), Новомосковський Євлогій (Пацан), Боярський Феодосій (Снігірьов), Ніжинський і Прилуцький Климент (Вечеря), Фастівський Даміан (Давидов), Гостомельський Тихон (Софійчук), Баришівський Віктор (Коцаба), Білогородський Сильвестр (Стойчев), Переяслав-Хмельницький Діонісій (Пилипчук), та духовенство Києво-Печерської Лаври.